# Yellowdine
Yellowdine is een plaats in de regio Wheatbelt in West-Australië. In 2021 werden tijdens de volkstelling geen inwoners meer geteld in Yellowdine, tegenover nog 9 in 2016.

## Geschiedenis
Yellowdine is ontstaan aan een wijkspoor van de Eastern Goldfields Railway toen de sectie tussen Southern Cross en Coolgardie rond 1895 werd aangelegd. De spoorwegsectie opende in 1896. Nabij het wijkspoor werd de Yellowdine Dam, waar water werd opgeslagen voor de stoomlocomotieven, gebouwd. Er werden barakken recht getrokken voor spoorwegarbeiders. Yellowdine Siding was een belangrijke spoorwegdepot in die tijd.
In 1934 werd goud gevondenv 9 tot 30 kilometer ten zuiden van het Yellowdine wijkspoor. De overheid besliste een dorp te stichten nabij het wijkspoor. Nabij de plaats van de goudvondst was reeds een nederzetting die Yellowdine genoemd werd. Toen de naam daar veranderde naar Mount Palmer kon het dorp nabij het wijkspoor Yellowdine worden genoemd naar de naam voor het wijkspoor, Yellowdine Siding. Yellowdine werd officieel gesticht in 1935. De naam is vermoedelijk afgeleid van een aborigineswoord waarvan de betekenis niet bekend is.
Een van de eerste industrieën die er werd opgestart was een gipsfabriek.

## Toerisme
Yellowdine Nature Reserve met Karalee Rock, Karalee Dam en een aquaduct uit de 19e eeuw, ligt nabij Yellowdine.

## Transport
Yellowdine ligt aan de Great Eastern Highway, 402 kilometer ten oosten van Perth, 33 kilometer ten oosten van Southern Cross en 170 kilometer ten westen van Coolgardie, langs de Great Eastern Highway en de Eastern Goldfields Railway. Het is geen stopplaats voor bus- of treindiensten.

## Galerij

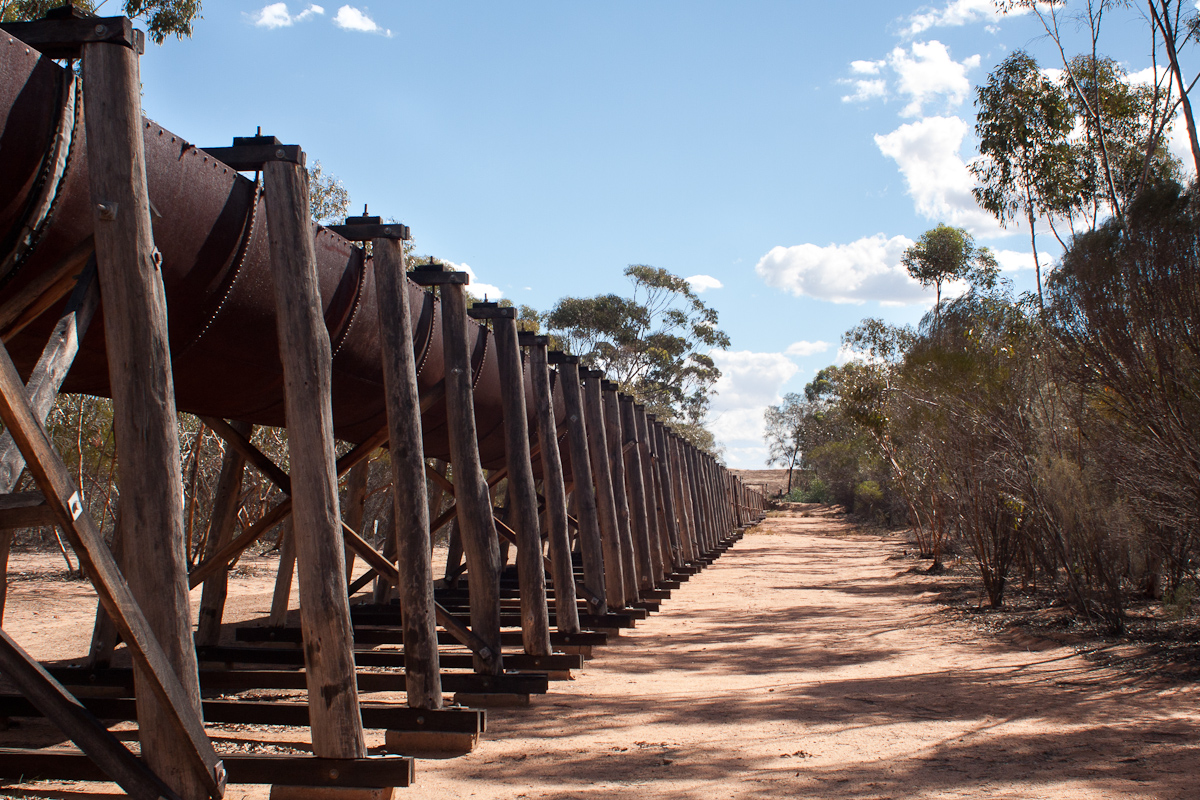
Karalee aquaduct
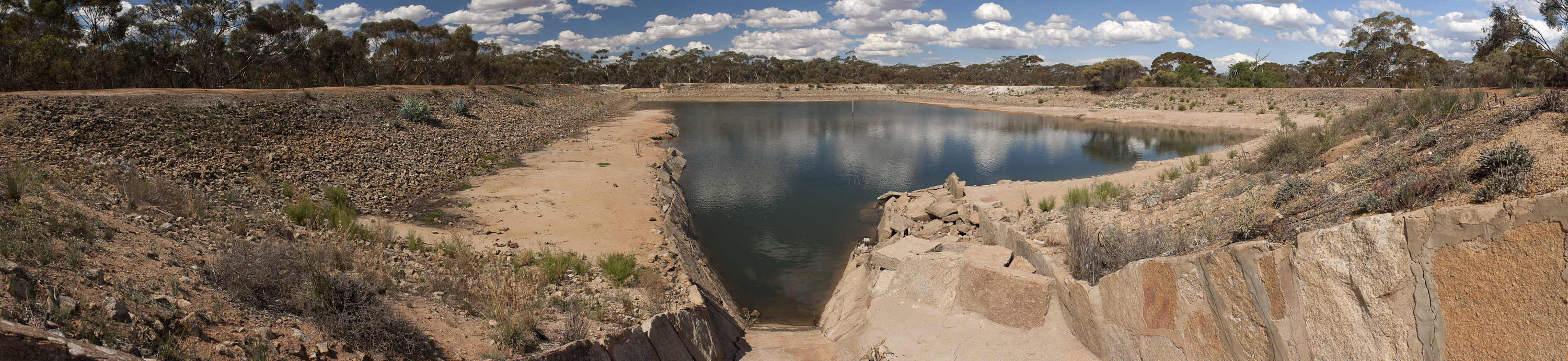
Karalee Rock Dam